# Quintus Fulvius Gillo Bittius Proculus
Quintus Fulvius Gillo Bittius Proculus war ein im 1. und 2. Jahrhundert n. Chr. lebender römischer Politiker.
Sein Vater war ein gewisser Bittius, er wurde wohl von Marcus Fulvius Gillo adoptiert. In den Jahren 96/97 war Proculus gemeinsam mit Publicius Certus praefectus aerarii Saturni. Als Plinius diesen angriff, verteidigte ihn Proculus. Verheiratet war er mit Pompeia Celerina, der Mutter von Plinius’ zweiter Frau.
Durch ein Militärdiplom, das auf September 99 datiert ist, ist belegt, dass Proculus 99 zusammen mit Marcus Ostorius Scapula Suffektkonsul war; die beiden Konsuln übten ihr Amt von September bis Oktober aus. Durch eine Inschrift ist nachgewiesen, dass er 115/116 Proconsul in der Provinz Asia war.